# Бессолицын, Александр Алексеевич
Алекса́ндр Алексе́евич Бессоли́цын (род. 27 сентября 1953, Киров) — российский историк экономики, доктор экономических наук (2005), профессор и заведующий кафедрой менеджмента и культурной политики, проректор Московской высшей школы социальных и экономических наук; ведущий научный сотрудник центра экономической истории Института российской истории РАН (ИРИ РАН); член редакционных коллегий журналов «Вопросы новой экономики» и «Экономическая история» (ежегодник ИРИ РАН).

## Биография
Александр Бессолицын родился 27 сентября 1953 года в городе Киров (Кировская область); в 1979 году окончил исторический факультет Ленинградского государственного университета и получил диплому по специальности «историк-преподаватель». После этого он работал в нескольких советских и российских ВУЗах на позициях ассистента и старшего преподавателя, а затем — доцента и профессора. В 1988 году в Саратовском государственном университете имени Н. Г. Чернышевского защитил кандидатскую диссертацию на тему «Партийное руководство общественно-политической и трудовой активностью рабочего класса : (На материалах Нижнего Поволжья 1976—1980 гг.)»; стал кандидатом исторических наук.
В 2005 году Бессолицын успешно защитил докторскую диссертацию по истории экономики на тему «Формирование и развитие предпринимательских организаций в Поволжье на рубеже XIX—XX веков: институциональный анализ»; стал доктором экономических наук. В том же году он стал проректором по качеству образования в Московской высшей школы социальных и экономических наук (МВШСЭН) — занимал этот пост до 2007 года; в 2012 году вновь стал проректором. По состоянию на 2019 год, заведовал кафедрой менеджмента и культурной политики МВШСЭН; читал студентам курсы «История российского предпринимательства (IX — начало XXI вв.)» и «Микроэкономика».
В 2013 году Бессолицын занял позицию профессора (по совместительству) кафедры истории экономики Института общественных наук РАНХиГС. Читал лекции студентам, обучавшимся на магистерской программе исторического факультета «История народного хозяйства». По данным на 2019 год, являлся членом редакционных коллегий журналов «Вопросы новой экономики» и «Экономическая история» (ежегодник ИРИ РАН).
В марте 2017 года Бессолицын стал ведущим научным сотрудником в центре экономической истории Института российской истории РАН (ИРИ РАН). Являлся членом научного совета РАН по проблемам российской и мировой экономической истории.

## Работы
Александр Бессолицын является автором и соавтором более ста научных работ, включая четыре монографии, три учебно-методических пособия и два учебника по истории российского предпринимательства. Его работы посвящены, преимущественно, истории экономики и предпринимательства, становлению российских институтов предпринимательства и формам предпринимательских организаций, а также — истории становления и развития российского технического и коммерческого образования.
Книги
- Становление предпринимательских организаций в Поволжье (конец XIX — начало XX века). — Волгоград. — Изд-во ВолГУ, 2004. — 276 с.
- Государство и становление системы коммерческого образования в России на рубеже XIX—XX вв. — М.: ИРИ РАН, 2014. — 226 с.[2]
- Общественные организации России: интеллектуальный вклад в экономическую модернизацию (вторая половина XIX — начало XX в.).: монография — М.: РУСАЙНС, 2020. — 224 с. (в соавторстве).
- Государство и съезды предпринимателей в России (вторая половина XIX — начало XX в.). — М.: Институт российской истории Российской академии наук; Центр гуманитарных инициатив, 2020. — 326 с.
- Экономическая история России. Очерки развития предпринимательства. — М.: Изд. дом. ГУ ВШЭ, 2005. — 242 с. (в соавторстве).
- История российского предпринимательства: учебное пособие. — М.: Маркет ДС, 2010. — 280 с.[3][4]
- История российского предпринимательства: учебник. — М.: МФПУ «Синергия», 2013. — 400 с.[5]
- История российского предпринимательства: учебник для бакалавров. — М.: АО «Первая Образцовая типография», филиал «Ульяновский Дом печати», 2019. — 452 с.
- Социальное развитие русской буржуазии. 1861—1914 гг. (краткий исторический очерк). — М.: РУСАЙНС, 2021. — 158 с.

Статьи
- Коммерческое образование в дореволюционной России: перспективы и ограничения // Историко-экономические исследования. — Иркутск. — 2017. — C. 423—442.
- Роль бизнеса в формировании человеческого капитала через развитие промышленного образования в России на рубеже XIX—XX вв. // Экономическая история. — 2017. — C. 77—91.
- Влияние отраслевых съездов предпринимателей на повышение качества человеческого капитала в России на рубеже XIX—XX вв. // Экономическая история Ежегодник. 2016/17. — М.: Институт российской истории РАН, 2017. — С. 170—198.
- Частный бизнес и революция (к вопросу об экономических причинах Февраля 1917 г. в России) // Экономическая политика. — Т. 13. — № 1. — 2018. — С. 234—251.
- Результаты деятельности акционерно-паевых предприятий России в годы Первой мировой войны (на примере предприятий по обработке питательных и вкусовых веществ) // Экономическая история. — Том 14. — № 1. — 2018. — С. 47—58.
- Фактор человеческого капитала в условиях российской модернизации на рубеже XIX—XX вв. // Вопросы новой экономики. — 2019. — № 1 (49) — С. 35-42.
- Кадры для модернизации. Дискуссии о подготовке специалистов для электротехнической отрасли в России на рубеже XIX—XX вв. // Историко-экономические исследования.- 2019. — Том 20. — № 3. — С. 366—395.
- Формирование системы профессионального образования Императорского Русского Технического Общества // Экономическая история. — 2019. — Том 15. — № 3(46). — С. 205—218.
- Съезды представителей промышленности и торговли в России (консолидация бизнеса в условиях Думской монархии) // Вопросы новой экономики. — 2019. — № 3 (51). — С. 73—81.
- «Программа С. Ю. Витте» как модель формирования конкурентоспособной России на рубеже XIX—XX веков // Вестник Волгоградского государственного университета. Экономика. — 2019. — Т. 21. — № 4. — С. 11—21.